# Смерть нежна
«Смерть нежна» (норв. Døden er et kjærtegn) — норвежский фильм 1949 года режиссёра Эдит Карлмар.
Первый фильм первой женщины-режиссёра Норвегии, также считается первым норвежским фильмом в жанре нуар.

## Сюжет
История основана на одноимённом романе Арве Моэна. Тему для него он взял из реального дела, с которым столкнулся, работая заместителем судьи.
Молодой автомеханик Эрик Хауге знакомится с богатой клиенткой по имени Соня Рентофт, женой режиссёра, светской львицей. Их тянет друг к другу, однако уже в самом начале отношения имеют оттенок взаимных унижений и недопонимания.
Они оба отказываются от своей нынешней жизни, чтобы быть вместе: Эрик бросает свою работу, съёмную квартиру и свою наивную и милую невесту-домохозяйку Марит, а Соня разводится со своим мужем-режиссёром. Однако после женитьбы всё идет не так, как хотелось бы каждому из них.
Вскоре становится очевидным, что классическое распределение ролей между мужчиной и женщиной в их отношениях изменилось на противоположное. Эрик увольняется с работы и переезжает в квартиру, которую ему предоставляет Соня. Он зависит от неё не только финансово, но и эмоционально, предпочитая замкнутую домашнюю жизнь. Соня, в свою очередь, активная женщина, снова и снова пытается убедить его войти в круг своих богатых друзей.
В конце концов они женятся, Эрик устраивается на работу, и оба решают родить ребёнка. Теперь Эрик покорил женщину, которую любит, и больше озабочен выполнением роли мужа, чем пламенным поклонником. Соня чувствует себя обманутой из-за спада любовных чувств. Замечая хихиканье своих друзей из-за связи с автомехаником. Вскоре она (безосновательно) начинает подозревать Эрика в измене. Её ревность сводит их обоих с ума.
Их конфликты только усугубляются. Разный социальный статуса, разные представления о партнерстве, разность жизненных концепций. Их совместная жизнь отмечена одержимостью, ожесточенными спорами и ревностью. Между ними происходит последняя большая сцена, и заканчивается драмой.
Финал фильма открыт для множества интерпретаций, допуская несколько возможностей двойственным отношением Эрика к Соне — несмотря на всё, что произошло, он желает, «чтобы существовал рай или ад, где они могли бы встретиться снова».

## В ролях
- Клаус Визе — Эрик Хауге
- Бьорг Райзер — Соня Рентофт
- Ева Берг — Марит, невеста Эрика
- Ингольф Рогде — Рентофт, режиссёр, муж Сони
- Эйнар Вааге — механик Торесен
- Брита Бигум — Брита
- Соссен Крог — Вера
- Сигне Хайде Стин — Марта
- Хокон Арнольд — Олсен, констебль
- Ойген Скьонберг — судья городского суда
- Хенрик Анкер Стин — Фритьоф
- Гизле Страуме — адвокат Эрика
- Андерс Сундбю — Антон
- Сигне Бернау — миссис Хансен
- Бьорн Брейгуту — Карлсен, механик

## О фильме
Это был первый фильм в Норвегии, снятый женщиной. Фильм привлек большое внимание общественности Норвегии своей игрой с распределением ролей между мужчиной и женщиной, очень смелыми для того времени эротическими намеками (словесными и визуальными), темой возможности прерывания беременности, а также мрачным тоном. Его обвинили, в частности, в порнографии и моральных нарушениях. Режиссёру Эдит Карлмар во время показа фильма в Осло угрожали смертью, а муниципалитет Кристиансанн отказал в публичном показе.

Опасный флирт, вызывающие женские фигуры, эротический подтекст. Это то, что предлагает первая женщина-режиссёр Норвегии в своем дебютном фильме.

«Смерть нежна» имеет явные черты жанра фильма нуар как стилистически, так и тематически. Это мрачная и психологическая любовная драма, рассказанная в великолепных черно-белых картинах, где атмосфера характеризуется клаустрофобией, а судьба скрывается в тени. Эрик рассказывает о фильме ретроспективно, и таким образом мы получаем четкий намек на то, куда ведет эта эротическая драма. Описание двух главных героев также несет на себе отпечаток фильма нуар, где беспринципная роковая женщина ловит невинного мужчину в свои ядовитые сети. Единственный способ, которым он может освободиться, — это уничтожить то, чего он желает.— Filmweb